# Srečko Kosovel

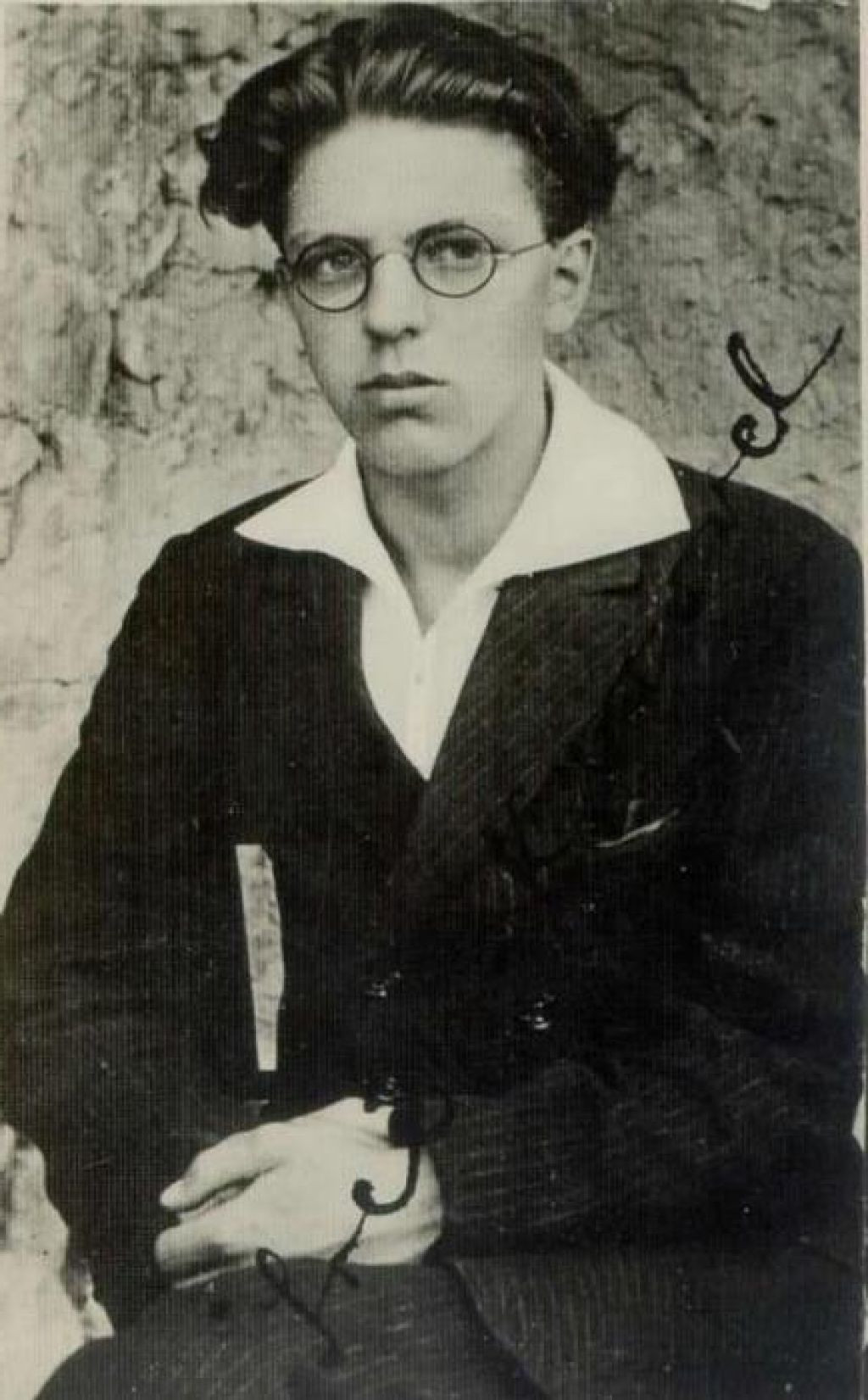
Kosovel rond 1920

Srečko Kosovel, gedoopt als Felix Joseph Kosovel, (Sežana, 18 maart 1904 - Tomaj, 27 mei 1926) was een Sloveens dichter en publicist.

## Levensloop
Srečko Kosovel werd geboren in Sežana. Zijn vader was een leraar uit Sežana, zijn moeder was afkomstig uit Sužid bij Kobarid en dienstmeid van de familie Scaramangá in Triëst. Kort na de geboorte van Kosovel verhuisde het gezin naar Pliskovica bij Komen in de Karst, omdat vader Kosovel zijn baan verloor omdat hij geen eer wilde betuigen aan keizer Franz-Josepf wegens diens verjaardag.  In 1908 kreeg de vader echter weer een nieuwe aanstelling, zodat de familie zich vestigde in het nabije Tomaj. De financiële situatie in de familie zou desondanks altijd zorgelijk blijven, omdat vader Kosovel wegens zijn Sloveense gezindheid steeds opnieuw in conflicten met de overheid verzeild raakte. Als leerling schreef Kosovel zijn eerste verhaal over het kortbijgelegen Triëst. Na de lagere school volgde Srečko Kosovel vanaf 1916 de middelbare school in Ljubljana.
In Ljubljana woonde Kosovel tussen 1916 en 1922 bij zijn zuster Ana in (eerst aan de Gosposvetska, later de Dunajska). Hier leerde hij 1919 de dichter Branko Jeglič kennen die weldra stierf. Hij publiceerde in het orgaan van Edinost in Triëst een necrologie vol lof over Jeglič. In 1920 raakte Kosovel bevriend met de dichter Ludvik Mrzel, met wie hij tot zijn dood hecht bevriend zou zijn. Mrzel gaf het tijdschrift "Jadran" uit, waaraan Srečko meewerkte. In 1922 beëindigde hij zijn opleiding en besloot in Ljubljana te blijven, ook vanwege de Italiaanse bezetting van Primorska. Hij schreef zich in aan de universiteit van Ljubljana om er slavistiek, Romaanse talen en filosofie te studeren. Vanaf 1921 was Kosovel al actief als medewerker van het avantgardistische tijdschrift "Trije Labodi" ("De drie zwanen"), dat in Novo mesto werd uitgegeven. Het blad was rechtstreeks geïnspireerd door het Kroatische avant-garde-blad "Zenit" en rekende op medewerking van de dichters Anton Podbevšek, Josip Vidmar en Marij Kogoj uit Novo mesto.
Rond 1923 geraakte Kosovel volledig platzak. De familie van Srečko kon hem niet van enige financiële hulp voorzien, omdat vader Kosovel sinds het verbod om Sloveens te spreken weigerde in het Italiaans te onderwijzen. Het gezin was daarom drie jaar lang zonder inkomsten, totdat de vader in 1926 werd gepensioneerd.  Hij trok vanwege zijn lege kas in bij zijn vriend Ciril Debevec die juist terugkeerde uit Praag, waar deze theaterwetenschappen gestudeerd had; beiden richtten de Ivan Cankar-kring op, waartoe o.a. Vinko Košak, Ivo Grahor, Anton Ocvirk, Mile Klopčič en Bratko Kreft gerekend konden worden. Vooral Grahor had invloed op Kosovel; toen hij enthousiast terugkeerde van een reis naar de Sovjet-Unie bracht hij Kosovel in contact met het werk van Vladimir Tatlin, El Lissitzky, Ilja Erenburg en Vsevolod Mejerhold. Vanaf 1925 tot aan zijn dood werkte Kosovel met Ludvik Mrzel ook als redacteur van het blad "Mladina". In 1926 overleed hij als gevolg van een hersenvliesontsteking.

## Kosovels poëzie
Terugkerende motieven in de poëzie van Srečko Kosovel zijn het landschap van de Karst, waar hij opgroeide, de dood en de moederfiguur. Hij gaf impressionistische beschrijvingen van het karstlandschap en verbond deze met de dreigingen van bezetting (refererend aan de Italiaanse bezetting van Primorska en Istrië) en proclameerde vervolgens de vernietiging van Europa.
In zijn vroege gedichten is de invloed van het symbolisme van Ivan Cankar merkbaar, terwijl hij weldra overging tot een expressionistische lyriek. Kosovel reeg een veelvoud van indrukken aaneen om comflicterende gevoelens onder woorden te brengen. Hij riep vaak apocalyptische beelden op, die zich uitstorten over hetzij een individu hetzij de "maatschappij". Deze beelden bracht hij in verbinding met het schoonwassen van "schuld" en met de schepping van een nieuw eros. In deze gedichten verkondigde hij de vernietiging van Europa, die hij als beschavingssymbool afwees. In de laatste twee jaar van zijn leven leidden zijn opvattingen tot de constructivistische gedichten van de bundel "Integrali 26", die pas in 1967 werden uitgegeven.
Kosovels voorbeeld was de (aanvankelijk verguisde) Sloveense expressionistische dichter Anton Podbevšek uit Novo mesto.

## Nalatenschap
Kosovel oefende door publicatie van zijn gedichten telkens opnieuw invloed uit. In 1927 en 1931 (Selected Poems), in 1946 en in 1964/67. Vooral door de eerste publicatie van Kosovels "Integrali 26" in 1967 werd een grote groep moderne dichters geïnspireerd, die in hem hun tijdgenoot ontdekten. Tijdens het verzet tegen het fascisme (1924-1943) en de Tweede Wereldoorlog gaven de verzetsorganisaties TIGR en het Sloveense Bevrijdingsfront de gedichten van Kosovel illegaal uit. In  Sežana is de lagere school, de middelbare school, de bibliotheek en het cultureel centrum naar Kosovel vernoemd.

## Werk
- Pesmi (1927)
- Izbrane pesmi (1931)
- Zbrano delo I (1946)
- Izbrane pesmi (1949)
- Zlati čoln (1954)
- Moja pesem (1964)
- Ekstaza smrti (1964)
- Integrali 26 (1967)
- Zbrano delo II (1974)
- Zbrano delo III (1977)

- Bibsys: 90562871
- Biblioteca Nacional de España: XX1687941
- Bibliothèque nationale de France: cb11018806q (data)
- Gemeinsame Normdatei: 119280671
- International Standard Name Identifier: 0000 0001 0858 0458
- Library of Congress Control Number: n84065267
- Nationale Bibliotheek van Letland: 000300591
- MusicBrainz: ba22aff1-dbbb-4851-8cf5-89819e2709df
- Nationale Bibliotheek van Tsjechië: js20020812185
- Nationale Bibliotheek van Polen: a0000002638175
- Nationale en Universitaire bibliotheek Zagreb: 000014843
- Nederlandse Thesaurus van Auteursnamen: 070623805
- Istituto Centrale per il Catalogo Unico: CFIV108186
- Système universitaire de documentation: 092257534
- Virtual International Authority File: 63997877
- WorldCat: E39PBJgd3J67WM3MbbHfwKQDv3